# 洪恩乡
洪恩乡，是中华人民共和国河南省商丘市柘城县下辖的一个乡镇级行政单位。

## 行政区划
洪恩乡下辖以下地区：
洪恩村、齐大村、中扬村、刘庙村、胡店村、贾庄村、吕庄村、位庄村、李娄村、郭草楼村、任庄村、郭娄村、明台村、柿黄集村、白桥村和田娄村。